# Алдабергеново
Алдаберге́ново (каз. Алдабергенов) — село у складі Єскельдинського району Жетисуської області Казахстану. Адміністративний центр Алдабергеновського сільського округу.
У радянські часи село називалось Шубар.
Населення — 3811 осіб (2021; 3669 у 2009, 3679 у 1999, 4509 у 1989).

## Люди
В селі народилася Айдарбекова Ташинбала (1906—?) — ланкова буряківниць, Герой Соціалістичної Праці.